# Miguel de Toledo

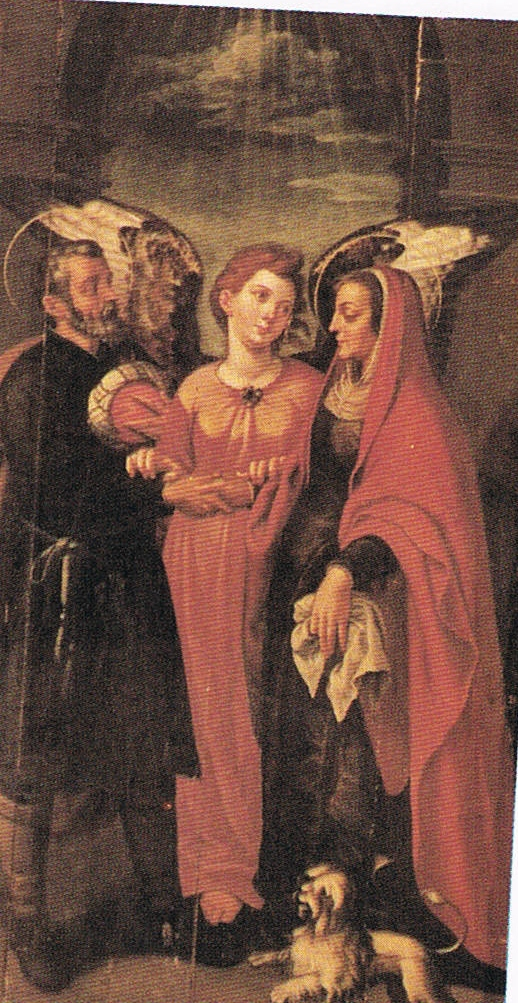
Abrazo ante la puerta dorada, Murcia, convento de las Anas

Miguel de Toledo (Lorca, 1591-1647) fue un rezagado pintor manierista español, padre del pintor Juan de Toledo, por lo que fue recordado por Antonio Palomino.

## Biografía
Hijo de un mesonero de su mismo nombre y de Catalina de Chinchilla, en 1603, su madre, ya viuda, lo colocó como aprendiz de herrero por diez años. No se tienen otras noticias hasta 1611 cuando contrajo matrimonio en Murcia con Ginesa Cerdán. Su formación como pintor podría haberla realizado en esta ciudad, en la que sin embargo permaneció poco tiempo,  pues en 1612 se le encuentra de nuevo en Lorca, donde bautizó a su hijo primogénito y se documenta, en 1618, su primer contrato: la pintura del retablo para la capilla que el regidor Juan Ruiz Jiménez tenía en el convento de Santo Domingo. En Lorca tuvo como aprendiz a su hermano Cristóbal y por cuenta del concejo se encargó de la tarascas, altares y arcos triunfales para la procesión del Corpus Christi.
De 1622 a 1635 residió entre Lorca y Murcia, donde a poco de llegar ingresó en prisión y fue multado con 50.000 maravedíes por hallársele en posesión de una pistola cargada. En septiembre de 1636, todavía avecindado en Murcia, contrató la obra de pincel y el dorado de un retablo para la Cofradía del Rosario en el convento de Santo Domingo de Lorca, donde en adelante fijó definitivamente su residencia. Aquí sufrió de nuevo prisión, culpado por la muerte de un tal Melián Sánchez, aunque la viuda de la víctima testificó a favor del pintor, que sería condenado al pago de las costas.

## Obra
Aunque es muy abundante el número de trabajos documentados, así de retablos como de obra para particulares, nada de ello se ha conservado. Se le atribuyen, sin embargo, un Crucificado con ciertos recuerdos de la obra de Luis Tristán en la iglesia de San Mateo de Lorca, firmado con un anagrama que podría corresponderle, y las pinturas del retablo de San Juan Bautista en el convento de las Anas de Murcia, con un Crucificado en el ático muy próximo al lorquino, apostolado en el banco y diversas escenas de la vida de los santos Juanes en el cuerpo.
En la catedral de Almería, se encuentra un cuadro firmado suyo de gran calidad y tamaño,que representa a San Juan Bautista y San Juan Evangelista de 1625.